# Barbara Weathers
Barbara Weathers (nacida el 7 de diciembre de 1963) es una cantante estadounidense de R&B y soul y exvocalista de grupo de R&B vocal Atlantic Starr. Después de abandonar su primera banda, Covacus, Weathers sustituyó a Sharon Bryant, que dejó el grupo para hacer carrera en solitario en 1984. Weathers fue la cantante en dos de los mayores éxitos de Atlantic Starr, "Always" y "Secret Lovers". Su suave voz también está presente en numerosas baladas del grupo, en particular en "Silver Shadow". Weathers dejó Atlantic Starr en 1987 para intentar llevar a cabo una carrera como solista.
Al salir de Atlantic Starr, Weathers publicó un álbum en solitario homónimo en Reprise Records con la ayuda del cantante-compositor/productor discográfico de Earth, Wind & Fire, Maurice White, entre otros músicos reconocidos. El álbum consistía principalmente en canciones de música de baile, pero comenzaba con canciones más lentas como "The Master Key" y "Our Love Will Last Forever". Weathers usó su capacidad de cantar agudos en la canción de ópera que cerraba en álbum, "Our Love Runs Deep."
En 1995 Weathers publicó un álbum casi perfecto (según Allmusic), Seeing for the Very First Time.  Posteriormente, en octubre de 2011, sacó un tercer álbum llamado También ha lanzado un tercer álbum llamado Satisfaction Guaranteed .

## Discografía
- Barbara Weathers (Reprise, 1990)[2]
- Seeing For The Very First Time (Weberworks/Vídeo Artes; lanzado solo en Japón, 1995)
- Satisfaction Guaranteed (Weberworks, 2011)